# Rajsko Pryskało
Rajsko Pryskało (bułg. Райско пръскало lub Калоферско пръскало, Голям джендемски водопад) – najwyższy wodospad (124,5 m) w Bułgarii i w całych Bałkanach na rzece Pryskałska reka – lewy dopływ Bjała reka. Położony jest u podnóża góry Botew (2376 m n.p.m.) w Starej Płaninie.